# Kapuvári Gábor
Kapuvári Gábor Béla (Budapest, 1951. október 11. –) magyar újságíró, televíziós szerkesztő-műsorvezető, tanár.

## Pályafutása
Híradástechnikusi oklevelet szerzett a Puskás Tivadar Távközlési Technikumban, 1970-ben, majd a Kandó Kálmán Villamosipari Műszaki Főiskolán diplomázott.
1974-ben Baranyi Ferenc sugallatára újságíró gyakornoknak állt. 1978-ban szerzett újságíró diplomát. Végigjárta a szakmai ranglétra valamennyi fokát, az üzemi lapos gyakornoki státusztól a főszerkesztői posztig.
Tizenkét évig az írott sajtóban dolgozott, ennek végén nyolc esztendeig a Magyar Nemzet rovatvezető helyettese volt. Innen Aczél Endre hívta a TV Híradóhoz rovatvezetőnek.
1990-ben távozott a Híradóból. A hírműsor erősen átpolitizálódott, ekkor Kapuvári lemondott valamennyi tisztségéről, és hamarosan elhagyta a hírszerkesztőséget. Előbb az első magyar kereskedelmi televízió, a Sió TV főszerkesztője lett, majd évekig gazdasági híradókat és magazinokat szerkesztett és vezetett.
1991-ben nagy feltűnést keltett a szakmailag is kedvezően fogadott dokumentumfilmjével, az „A pokol tűzoltói”-val, melyet Kuvaitban, az égő olajmezők oltási munkálatairól forgatott. Főszerkesztője volt a Naprakész című előbb reggel jelentkező politikai (2000-2001), majd az ugyanezen a néven délelőtt sugárzott (2001-2003) szórakoztató-életmód magazinoknak.
2004 és 2010 között az MTV (később: MTVA) képzés-fejlesztési vezetője volt. Ezután dokumentumfilmeket, portréfilmeket és koncertfelvételeket készített. (Szerkesztő úr, Lesz egyszer egy Ifipark?, Sárkány - ha jó, Egy pesti srác…; Ha volna két életem; Régi csibészek; Tibusz, a műfajok vándora, Egy ügyűek,) Két és fél évig követte figyelemmel a Várkert Bazár újjáépítését, a felvételekből hatrészes dokumentumfilm-sorozat készült „Épül a Park” címmel.
Az 1990-es évek elejétől tanít egyetemen, kommunikációs főiskolán, illetve magániskolában.
A Kaposvári Egyetemen előbb óraadóként dolgozott, majd címzetes egyetemi docensként a Kommunikáció- és Médiatudományi Tanszéket vezette 2012-2015 között.
Tárgyai:
- Interperszonális kommunikáció és viselkedéskultúra
- A reklám lélektana
- A befolyásolás lélektana, a manipuláció művészete
- Műfajelmélet
- Televíziós műsorkészítés, műsorvezetés
- Médiaikonológia
- Mai magyar média

„A mediális tér drámai átalakulása” című előadásával, a szenior hallgatók szavazatai alapján elnyerte a „Legtöbb új információt szolgáltató előadó” és a „Legmeggyőzőbb előadó” címeket, 2015-ben.

2019-től a Kossuth rádió "Hajnal-táj" és "Egy hazában" című magazinjainak egyik szerkesztője és műsorvezetője.

## Díjai, elismerései
- Mihályfy Ernő díj (Magyar Nemzet, 1984)
- Öt elnöki nívódíj (Televíziós műsorkészítésért)
- Életműdíj[4] (2017)

## Könyvek, antológiák
- Rock évkönyv (1982)
- Amandától Santanáig (1983)
- Írószemmel (1983)
- Írószemmel (1984)
- Vállalkozás és kockázat (Vállalati esettanulmányok, 1983)
- Kapuvári Gábor–Sebők János: Queen; Zeneműkiadó, Bp., 1986 (Csillagkönyvek)
- Kapuvári Gábor–Sebők János: Deep Purple; Zeneműkiadó, Bp., 1987 (Csillagkönyvek)